# Haukur Páll Sigurðsson
Haukur Páll Sigurðsson est un footballeur islandais né le 5 août 1987, évoluant au poste de milieu défensif au Valur.

## En club
Haukur fait ses premières apparitions en championnat en 2004, sous les couleurs de Þróttur Reykjavik, en deuxième division islandaise. Þróttur termine second derrière Valur, et est ainsi promu en première division à l'issue de cette saison. Haukur joue alors ses 13 premiers matchs d'Urvalsdeild en 2005.  
Il reste jusqu'en août 2009 dans le petit club de Reykjavik, qui fait l'ascenseur entre D1 et D2, avant de s'engager avec le club d'Alta IF, en 1.divisjon, la D2 norvégienne.
Début 2010, c'est un autre club de la capitale islandaise qui l'enrôle, plus prestigieux celui-ci: Valur. Depuis la saison 2013, il porte régulièrement le brassard avec le club aux vingt titres de champion d'Islande.

## En sélection
Après quelques sélections chez les jeunes, Haukur dispute son premier match avec l'Islande en 2012 face au Japon. Sa deuxième sélection intervient début 2014. 

## Palmarès
- Championnat d'Islande : 2017